# ACMV Westschweizer Meterspurtriebwagen
Die Westschweizer Meterspurtriebwagen sind elektrische Triebwagen und Triebzüge, die 1985 bis 1992 von den Ateliers de constructions mécaniques de Vevey ACMV und 1996 von Vevey Technologies an sechs Westschweizer Privatbahnen für verschiedene Stromsysteme und zum Teil mit gemischtem Adhäsions- und Zahnradantrieb geliefert wurden.
| ACMV Westschweizer Meterspurtriebwagen     | ACMV Westschweizer Meterspurtriebwagen | ACMV Westschweizer Meterspurtriebwagen | ACMV Westschweizer Meterspurtriebwagen | ACMV Westschweizer Meterspurtriebwagen | ACMV Westschweizer Meterspurtriebwagen | ACMV Westschweizer Meterspurtriebwagen | ACMV Westschweizer Meterspurtriebwagen | ACMV Westschweizer Meterspurtriebwagen | ACMV Westschweizer Meterspurtriebwagen | ACMV Westschweizer Meterspurtriebwagen |         |
| ------------------------------------------ | -------------------------------------- | -------------------------------------- | -------------------------------------- | -------------------------------------- | -------------------------------------- | -------------------------------------- | -------------------------------------- | -------------------------------------- | -------------------------------------- | -------------------------------------- | ------- |
| Bauartbezeichnung:                         | LEB Be 4/8                             | NStCM Be 4/4 + Bt                      | NStCM Be 4/4 + Bt                      | AOMC BDeh 4/4 + Bt                     | AOMC BDeh 4/4 + Bt                     | ASD BDe 4/4                            | NStCM BDe 4/4                          | CMN Be 4/4                             | GFM BDe 4/4 + Bt                       | GFM BDe 4/4 + Bt                       |         |
| Betriebsnummern:                           | 31–33, 34–36                           | 201–205                                | 301–305                                | 501–502, 503                           | 531–532                                | 401–404                                | 211                                    | 6–7, 8                                 | 121–122, 123–124                       | 221–223                                |         |
| Anzahl:                                    | 3 + 3                                  | 5                                      | 5                                      | 2 + 1                                  | 2                                      | 4                                      | 1                                      | 2 + 1                                  | 2 + 2                                  | 3                                      |         |
| Inbetriebsetzung:                          | 1985, 1991                             | 1985/86                                | 1985/86                                | 1987, 1992                             | 1987                                   | 1987                                   | 1991                                   | 1991, 1996                             | 1992, 1996                             | 1992, 1996                             |         |
| Achsformel:                                | Bo’Bo’ + 2’2’                          | Bo’Bo’                                 | 2’2’                                   | Bo’zz Bo’zz                            | 2’2’                                   | Bo’Bo’                                 | Bo’Bo’                                 | Bo’Bo’                                 | Bo’Bo’                                 | 2’2’                                   |         |
| Spurweite:                                 | 1000 mm                                | 1000 mm                                | 1000 mm                                | 1000 mm                                | 1000 mm                                | 1000 mm                                | 1000 mm                                | 1000 mm                                | 1000 mm                                | 1000 mm                                | 1000 mm |
| Länge über Kupplung/Puffer:                | 41,1 m                                 | 17,5 m                                 | 17,5 m                                 | 18,8 m                                 | 18,0 m                                 | 18,8 m                                 | 17,5 m                                 | 20,7 m                                 | 17,6 m                                 | 17,6 m                                 |         |
| Breite:                                    | 2,65 m                                 | 2,65 m                                 | 2,65 m                                 | 2,65 m                                 | 2,65 m                                 | 2,65 m                                 | 2,65 m                                 | 2,65 m                                 | 2,65 m                                 | 2,65 m                                 | 2,65 m  |
| Wagenkasten:                               | Stahl                                  | Stahl                                  | Stahl                                  | Stahl                                  | Alu                                    | Stahl                                  | Stahl                                  | Stahl                                  | Stahl                                  | Stahl                                  |         |
| Dienstmasse:                               | 54,5 t                                 | 33,5 t                                 |                                        | 40,0 t                                 |                                        | 32,4 t                                 | 33,5 t                                 | 33,5 t                                 | 36,0 t                                 |                                        |         |
| Höchstgeschwin- digkeit Adhäsion: Zahnrad: | 80 km/h                                | 70 km/h                                | 70 km/h                                | 65 km/h 30 km/h                        | 65 km/h 30 km/h                        | 65 km/h                                | 70 km/h                                | 80 km/h                                | 90 km/h                                | 90 km/h                                |         |
| Zahnradsystem:                             | –                                      | –                                      | –                                      | Strub                                  | Strub                                  | –                                      | –                                      | –                                      | –                                      | –                                      |         |
| Stromsystem:                               | 1,5 kV =                               | 1,5 kV =                               | –                                      | 850 V =                                | –                                      | 1,5 kV =                               | 1,5 kV =                               | 1,5 kV =                               | 900 V =                                | –                                      |         |
| Elektrische Ausrüstung:                    | Chopper                                | Chopper                                | –                                      | Schütz.                                | –                                      | Schütz.                                | Chopper                                | Chopper                                | Um- richter                            | –                                      |         |
| Kupplungstyp:                              | GFV                                    | +GF+                                   | +GF+                                   | BSI                                    | BSI                                    | BSI                                    | +GF+                                   | +GF+                                   | Zp1                                    | Zp1                                    |         |
| Besonderheiten:                            |                                        | Toilette                               |                                        |                                        | Luftfe- derung                         |                                        | Toilette                               |                                        |                                        | Toilette                               |         |

## Fahrzeugkonstruktion
Die Fahrzeugfamilie ist modular aufgebaut und liess sich bezüglich ihrer Grösse und Ausstattung an die Erfordernisse der jeweiligen Bahngesellschaft anpassen. Die Triebwagen wurden elf Jahre produziert und während dieser Zeit der technischen Entwicklung angepasst.

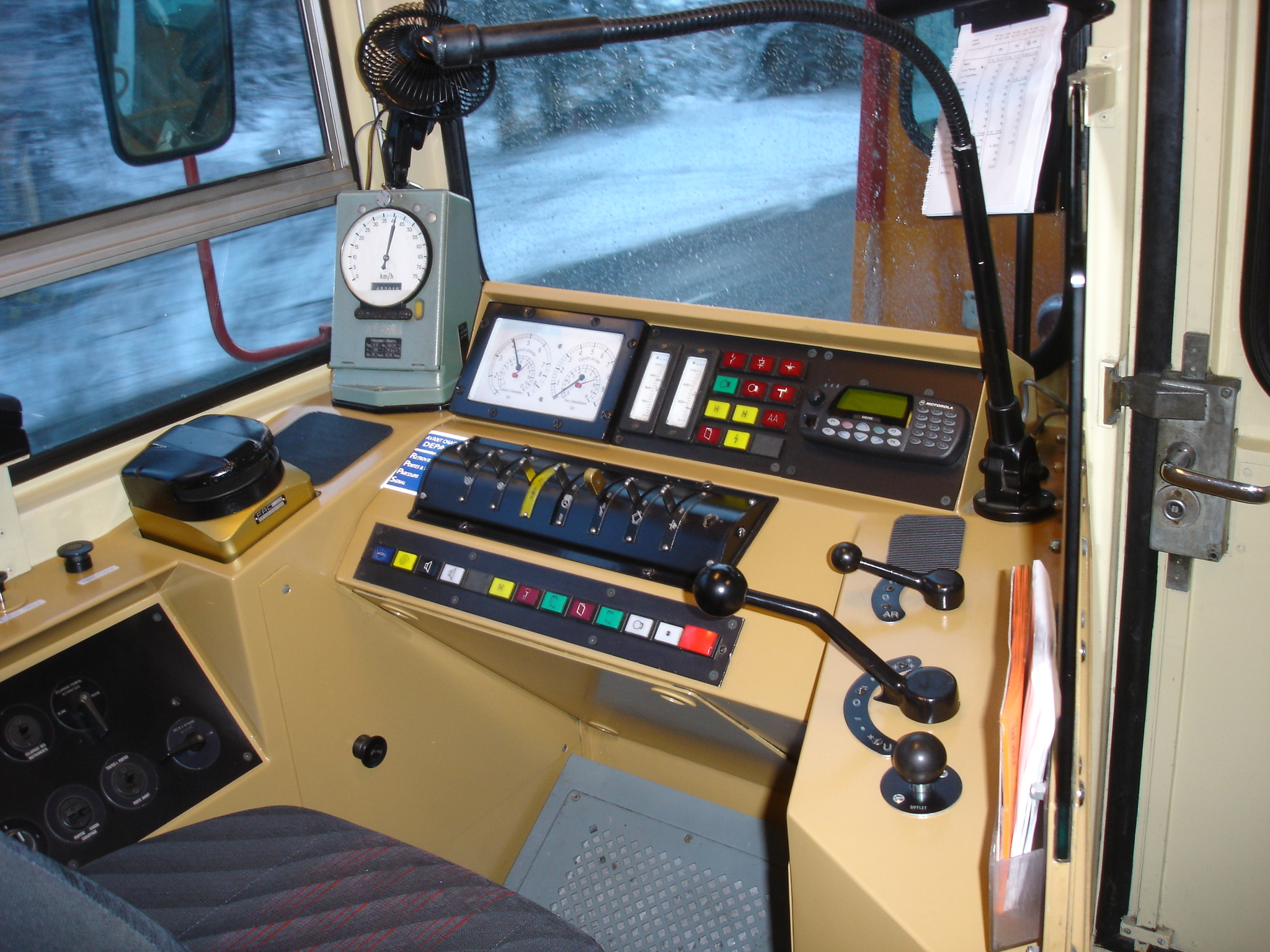
Führerstand eines Be 4/4

Die Fahrzeuge sind in leichter Stahlbauart konstruiert und 2,65 Meter breit. Die Schürzen, der Unterteil des Kastens, wurden aus Aluminium-Stangpressprofilen hergestellt, die nach einer Kollision mit Kraftfahrzeugen ausgewechselt werden können. An den Stirnwänden wurden bei weniger beanspruchten Elementen Formteile aus glasfaserverstärktem Kunststoff verwendet. Die Wagenkasten der Triebwagen sind für die Aufnahme der elektrischen Ausrüstung verstärkt und mit Befestigungspunkten versehen. Für die Laufdrehgestelle wurde eine Bauart übernommen, die schon bei Steuerwagen der Chemin de fer Bière–Apples–Morges und Chemin de fer Yverdon–Ste-Croix verwendet wurde. Die Triebdrehgestelle verfügen über einen Rolldrehkranz und zwei längs angeordnete Fahrmotoren, die je eine Achse über Kardanwellen antreiben.
Neben einer Rekuperations- und einer Widerstandsbremse sind die Triebwagen mit einer selbsttätigen Druckluftbremse ausgerüstet. Weil deren Hauptleitung durch die Elektronik gesteuert wird, kann der Zug einhändig mit dem Fahrschalter bedient werden. Die Fahrzeuge verfügen über eine Befehlsgebersteuerung mit den Stufen „−“, „●“, „M“, „+“ „++“, die zum Verkleinern, Festhalten und Vergrössern des Fahrmotorstroms dienen. Damit werden die maximalen Beschleunigungs- und Verzögerungswerte vorgegeben.
Die elektrische Ausrüstung mit Choppersteuerung und automatischer Feldschwächung wurde von Brown, Boveri & Cie. (BBC) entwickelt und geliefert. Sie kam auch bei den Be 4/4 11–15 der Frauenfeld-Wil-Bahn zum Einsatz. Ein Teil der Triebwagen verfügt über eine abweichende elektrische Ausrüstung mit Schützensteuerung oder Umrichtern.
Bis zu drei Triebwagen können in Vielfachsteuerung verkehren.

## Erste Generation

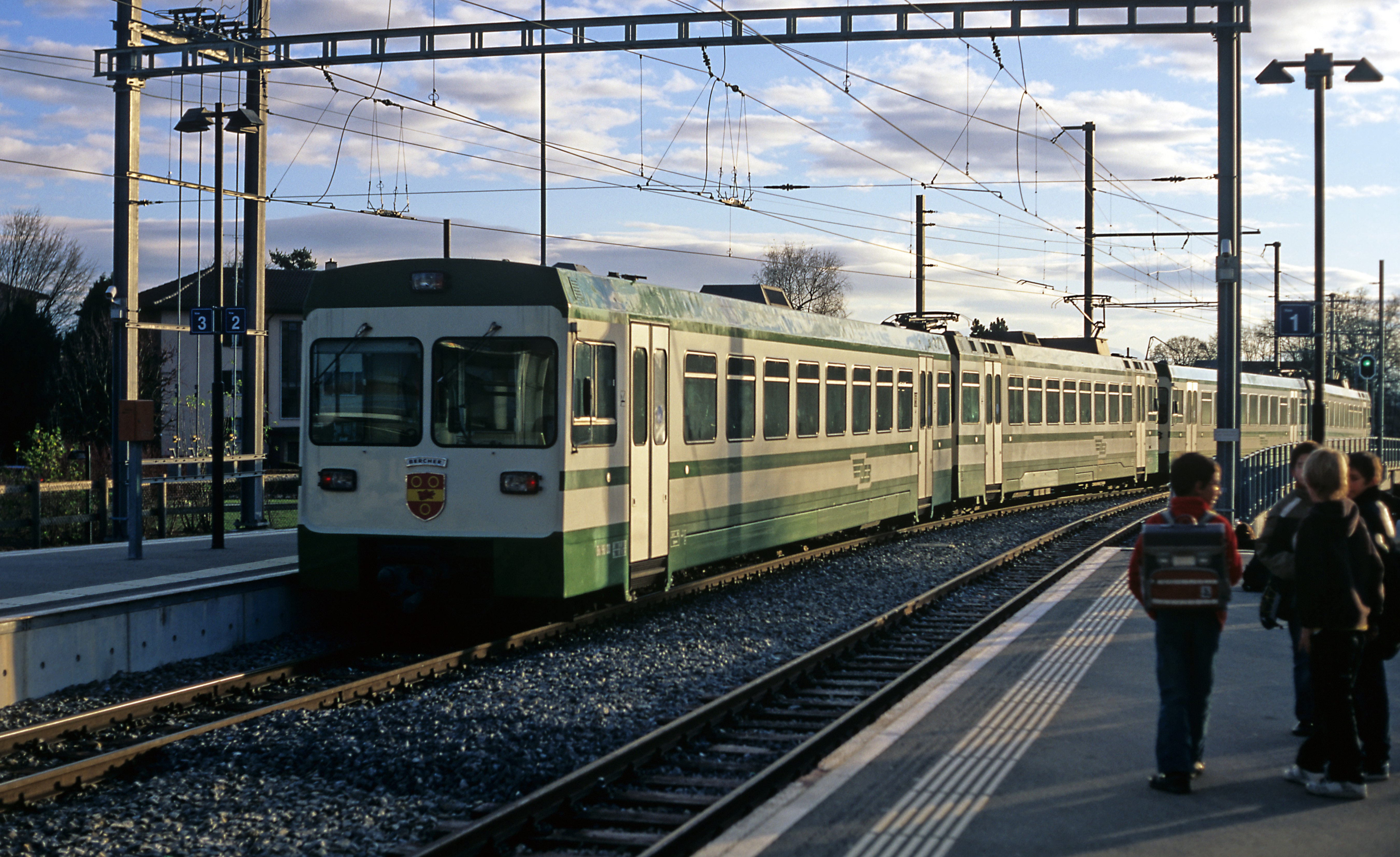
Be 4/8 33 «Bercher» bei der Ausfahrt in Cheseaux

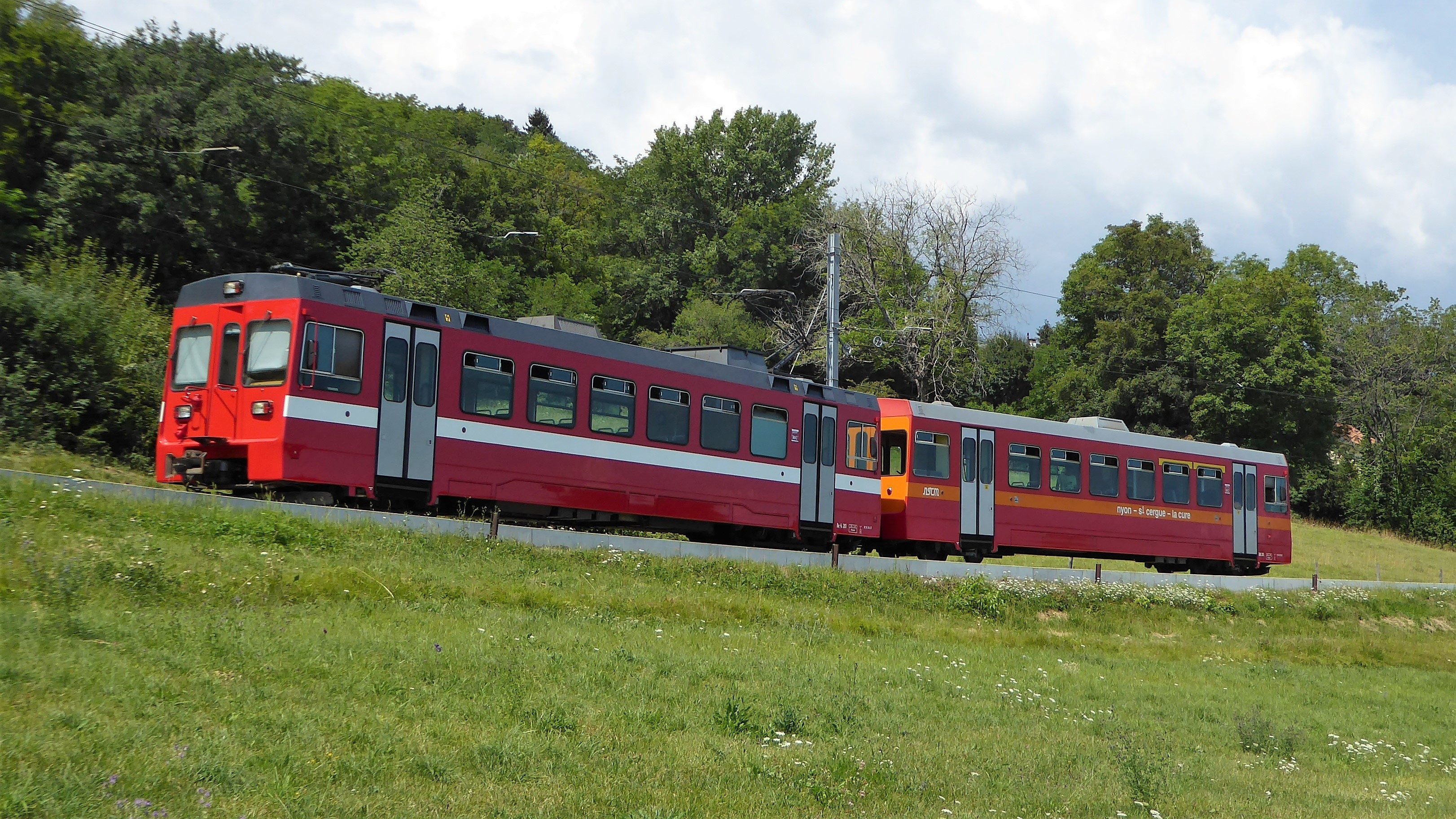
NStCM Be 4/4 223 bei Le Muids, 2018. Der Steuerwagen (rechts) trägt den alten, der Triebwagen den neuen Anstrich der NStCM.

Die Vorortsbahn Lausanne–Echallens–Bercher (LEB) verkehrte 1980 bis Echallens ungefähr im 20-Minuten-Takt. Bei der LEB mit einem grossen Anteil an Pendlerverkehr war eine Teilerneuerung des Rollmaterials fällig. Die letzte Fahrzeuggeneration stammte aus der Mitte der sechziger Jahre.

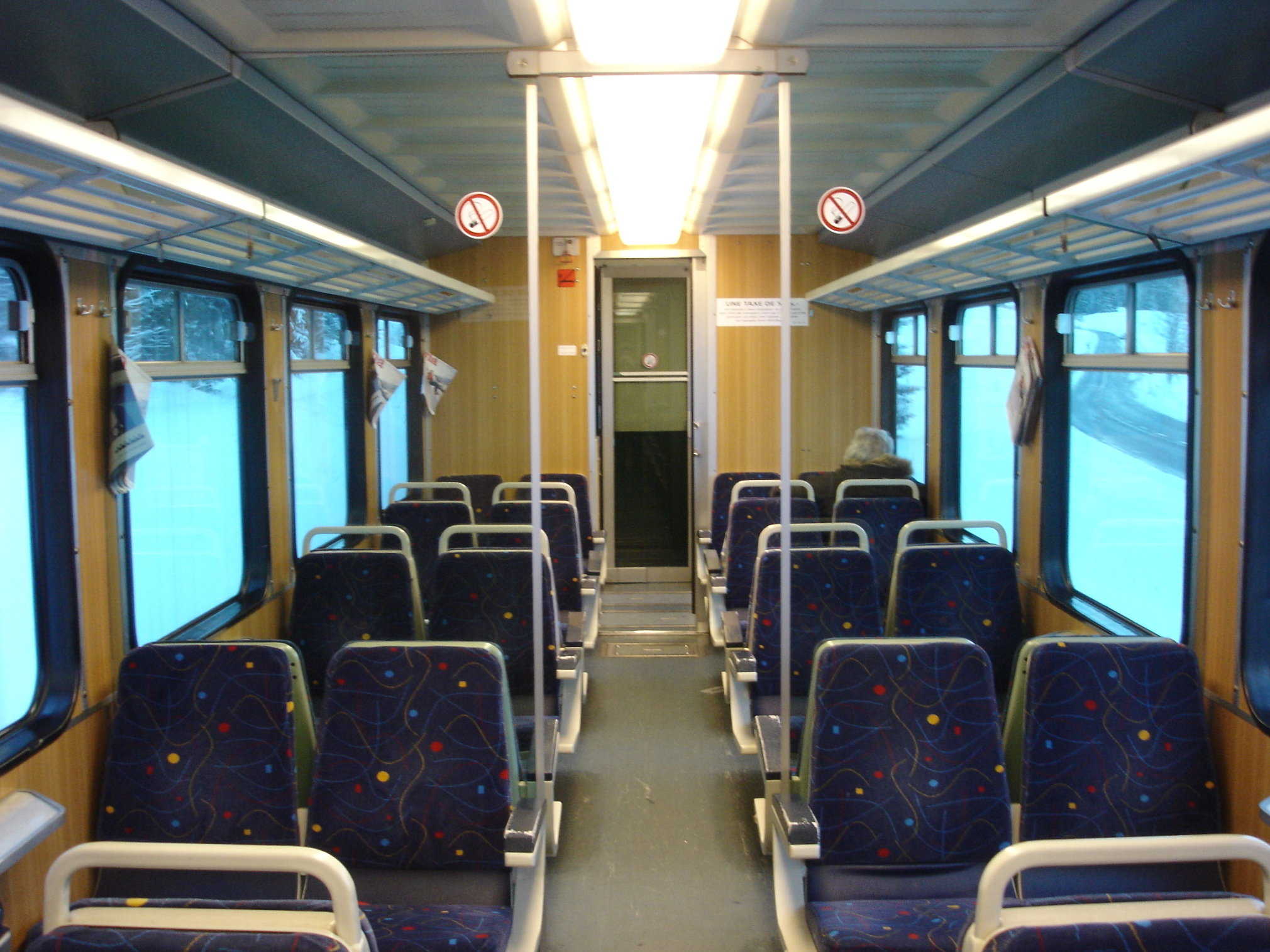
Innenraum eines Be 4/4 der NStCM

In den 1980er Jahren wurde die zuvor von der Einstellung bedrohte Chemin de fer Nyon–Saint-Cergue–Morez (NStCM) technisch erneuert. Die ungewöhnlich hohe Fahrleitungsspannung von 2400 Volt wurde auf den genormten Wert von 1500 Volt verringert. Fünf neue Pendelzüge mit den Triebwagen Be 4/4 201–205 ersetzten die aus der Eröffnungszeit stammenden Fahrzeuge. Damit die standardisierten Triebwagen der gleichen Bauart wie bei der LEB eingesetzt werden konnten, waren einige Vergrösserungen am Lichtraumprofil notwendig.
Für die unterschiedlichen Einsatzgebiete waren einige Anpassungen nötig. Die Trieb- und Steuerwagen der NStCM sind zusammen um vier Sitzteiler kürzer als die Be 4/8 der LEB und verfügen über Stirnwandtüren. An der Stelle der Toilette bei der NStCM befindet sich bei der LEB eine vergrösserte Einstiegsplattform, die im Kurzstreckenverkehr geschätzt wird. Weil Trieb- und Steuerwagen der LEB stets zusammen verkehren, sind sie mit einer Kuppelstange verbunden und gelten als ein Fahrzeug.
Im Mai 2021 begann die Ausrangierung und der Abbruch der Be 4/8 31–33. Zu diesem Zeitpunkt wurden die Be 4/8 31 und 33 zur Entsorgung abtransportiert.

## Zweite Generation

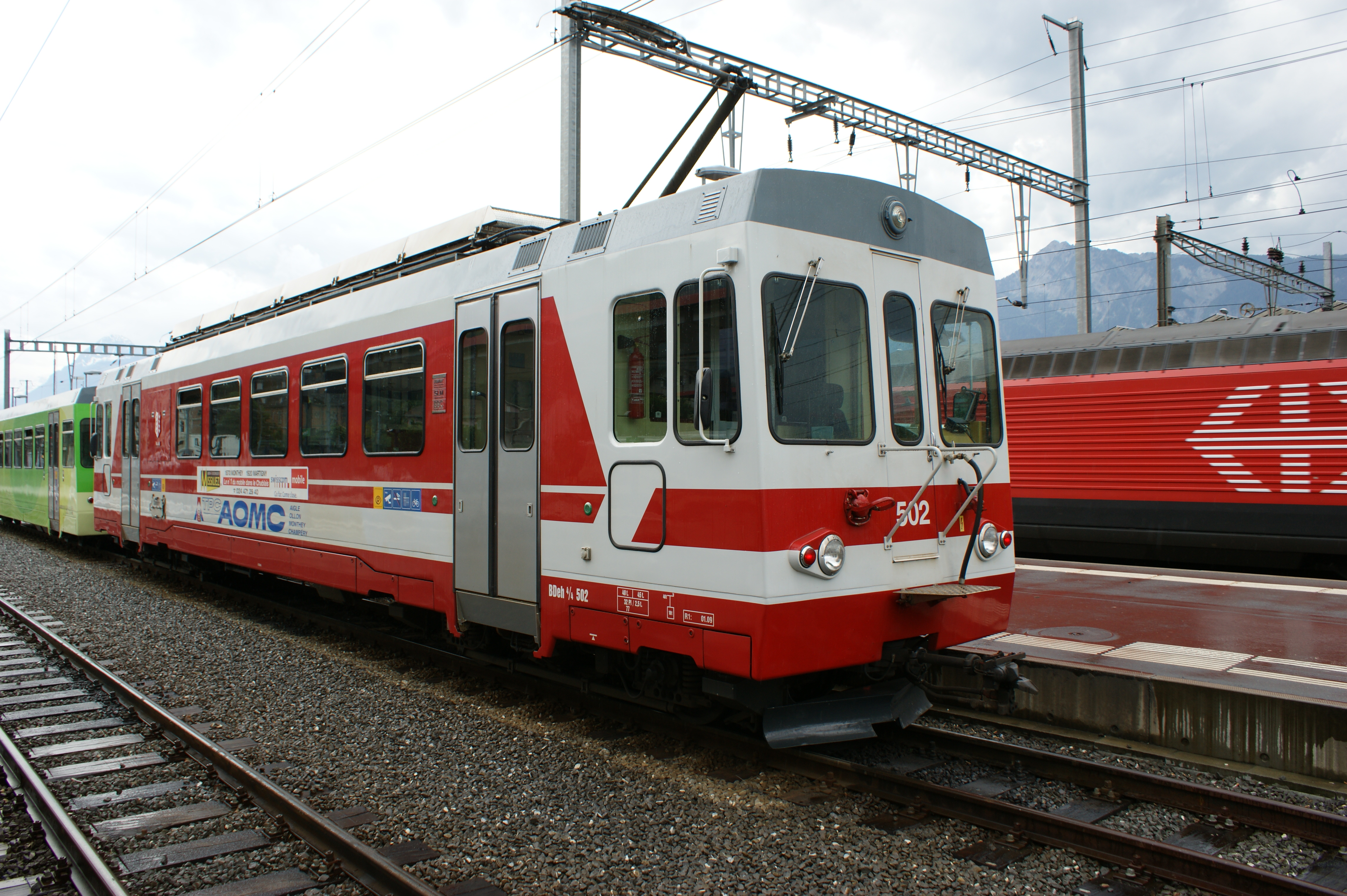
BDeh 4/4 der AOMC in Aigle. Der Steuerwagen trägt bereits den grünen Anstrich der TPC.

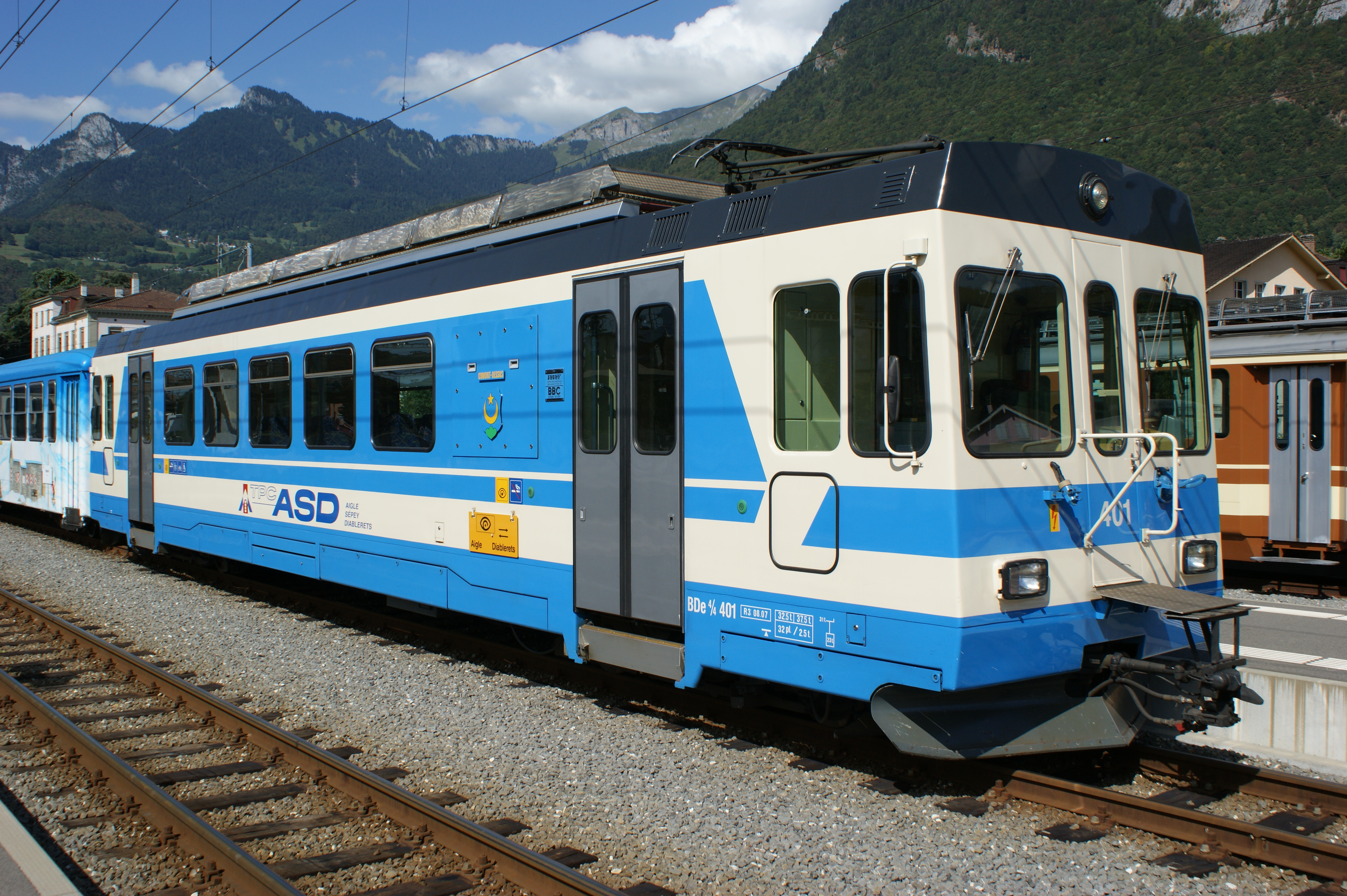
ASD BDe 4/4 401 ebenfalls in Aigle

Die 1999 zu den Transports Publics du Chablais (TPC) fusionierten Chemin de fer Aigle–Ollon–Monthey–Champéry (AOMC) und Chemin de fer Aigle–Sépey–Diablerets (ASD) konnten 1987 neues Rollmaterial beschaffen. Wegen ihrer engen Kurven dienten die kurzen NStCM-Triebwagen als Basisfahrzeug. Bei der Infrastruktur bestehen aber grössere Unterschiede. Die Strecke der AOMC enthält Zahnstangenabschnitte – damals Bauart Strub. Die Zahnradtriebdrehgestelle der beiden BDeh 4/4 wurden von der SLM in Winterthur bezogen. Der grössere Platzbedarf dieser Drehgestelle zwang zur Erhöhung des Wagenbodens von 960 auf 1130 Millimeter. Wegen der besonderen Fahrdrahtspannung von 850 Volt und der kleinen Serie verzichtete die BBC auf eine Choppersteuerung und lieferte eine konventionelle Schützensteuerung. Der Zahnradantrieb führte zu einer Neukonzeption der pneumatischen und Steuerstrom-Anlagen. 

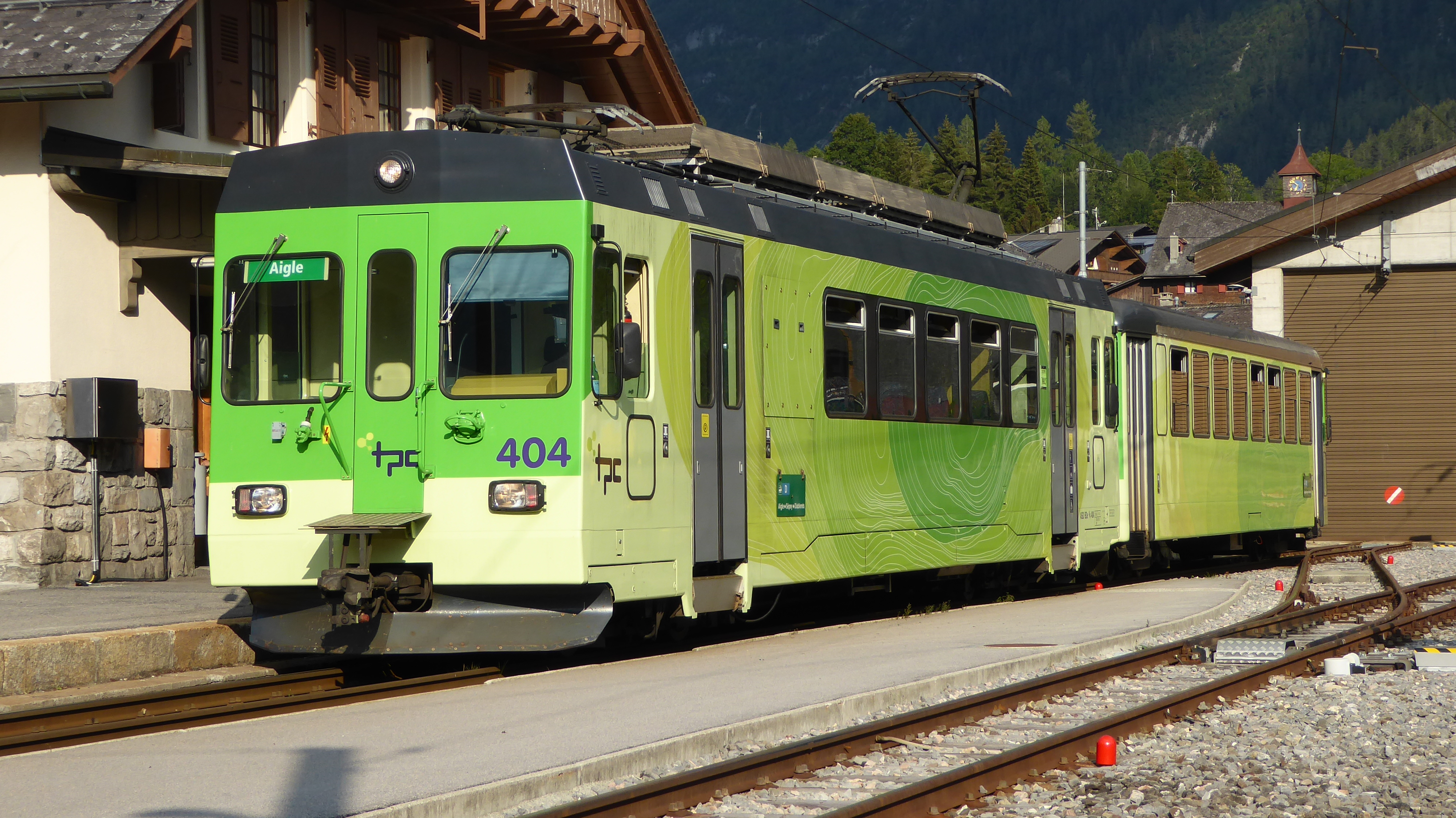
BDe 4/4 404 mit Steuerwagen im grünen Anstrich der TPC, Les Diablerets

Die vier BDe 4/4 der ASD sind sehr ähnlich aufgebaut. Die Triebdrehgestelle entsprechen denen der NStCM-Triebwagen. Als Steuerwagen dienen der ASD Fahrzeuge der ehemaligen Birsigthalbahn, die sie von der Baselland Transport (BLT) erwerben konnte. Für den Einsatz auf der ASD wurde der Führerstand neu aufgebaut.
Der Zahnradbetrieb der AOMC führte zu umfangreichen Anpassungen der Steuerwagen. Damit die BDeh 4/4 auf 130 Promille zwei Steuerwagen befördern konnten, musste der Wagenkasten sehr leicht gebaut werden. Die ACMV stellten ihn aus Aluminium mit herkömmlichen Stangpressprofilen her. Wegen des Zahnradsystems wurde für die Laufdrehgestelle eine bereits vorhandene Konstruktion in besonderer Leichtbauweise übernommen. Als Primärfederung dienten Luftfederbälge, was nur selten anzutreffen ist. Das Aussehen der drei Fahrzeugtypen wurde leicht verändert, indem auf die zum Teil versenkte Gestaltung der Stirnwände verzichtet wurde.
1992 lieferten die ACMV der AOMC einen weiteren BDeh 4/4 503.
Um die technischen Normalien ihrer Strecken zu vereinheitlichen, bauten die TPC im Jahr 2016 die Linie von Aigle nach Champéry um. Sie ersetzten das bisherige Zahnstangensystem Strub durch eine Abt-Zahnstange und erhöhten die Fahrleitungsspannung auf 1500 Volt. Damit verloren die BDeh 4/4 501–503 und die zugehörigen Steuerwagen ihr Einsatzgebiet.

## Dritte Generation

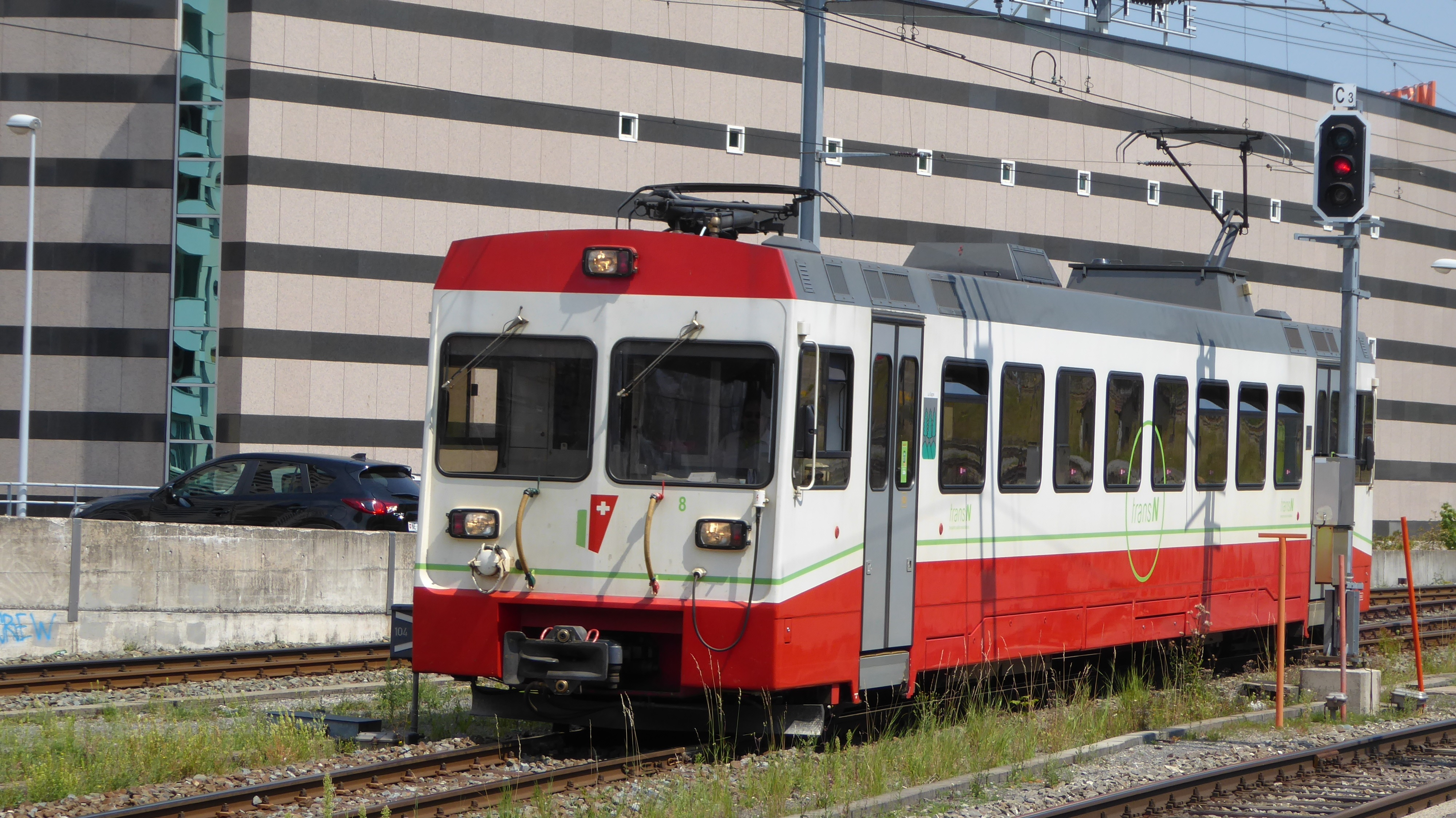
BDe 4/4 8 der transN im August 2018 in La Chaux-de-Fonds

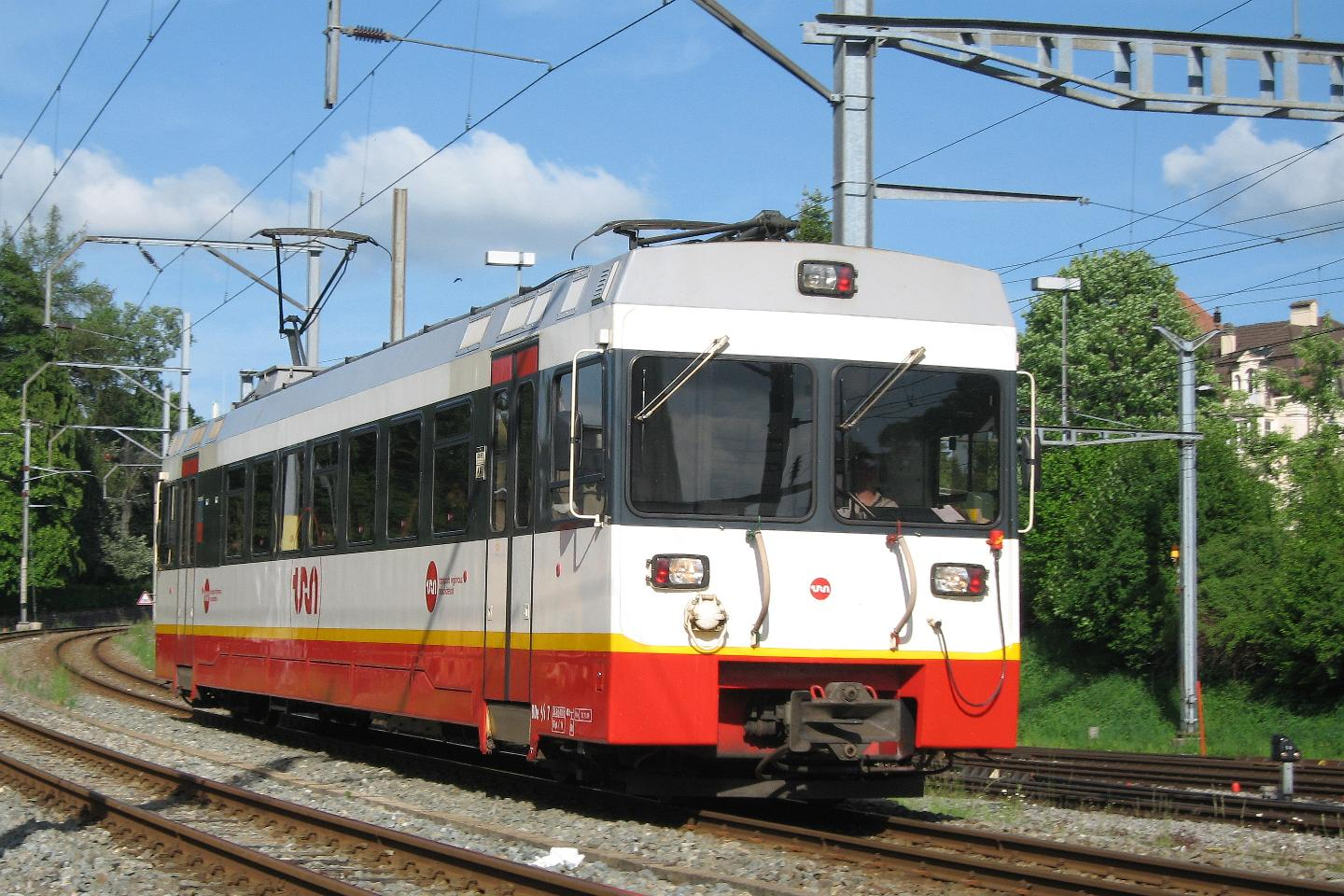
BDe 4/4 7 der TRN (heute transN) bei der Einfahrt in den Bahnhof La Chaux-de-Fonds, 2011

Nachdem sich der Kanton Neuenburg für eine Weiterführung des Bahnbetriebes auf der Strecke Ponts–La Chaux-de-Fonds ausgesprochen hatte, lieferten die ACMV 1991 den Chemins de fer des Montagnes Neuchâteloises (CMN) zwei Triebwagen, um aus dem Jahr 1950 stammendes Rollmaterial zu ersetzen. Die Konstruktion der beiden Be 4/4 lehnte sich an die LEB-Triebzüge an.
Die Triebwagen der CMN können mit dem Steuerwagen Ast 21 sowie den ABt 711–714 und BDt 721–722 der Chemins de fer du Jura (CJ) als Pendelzüge verkehren.

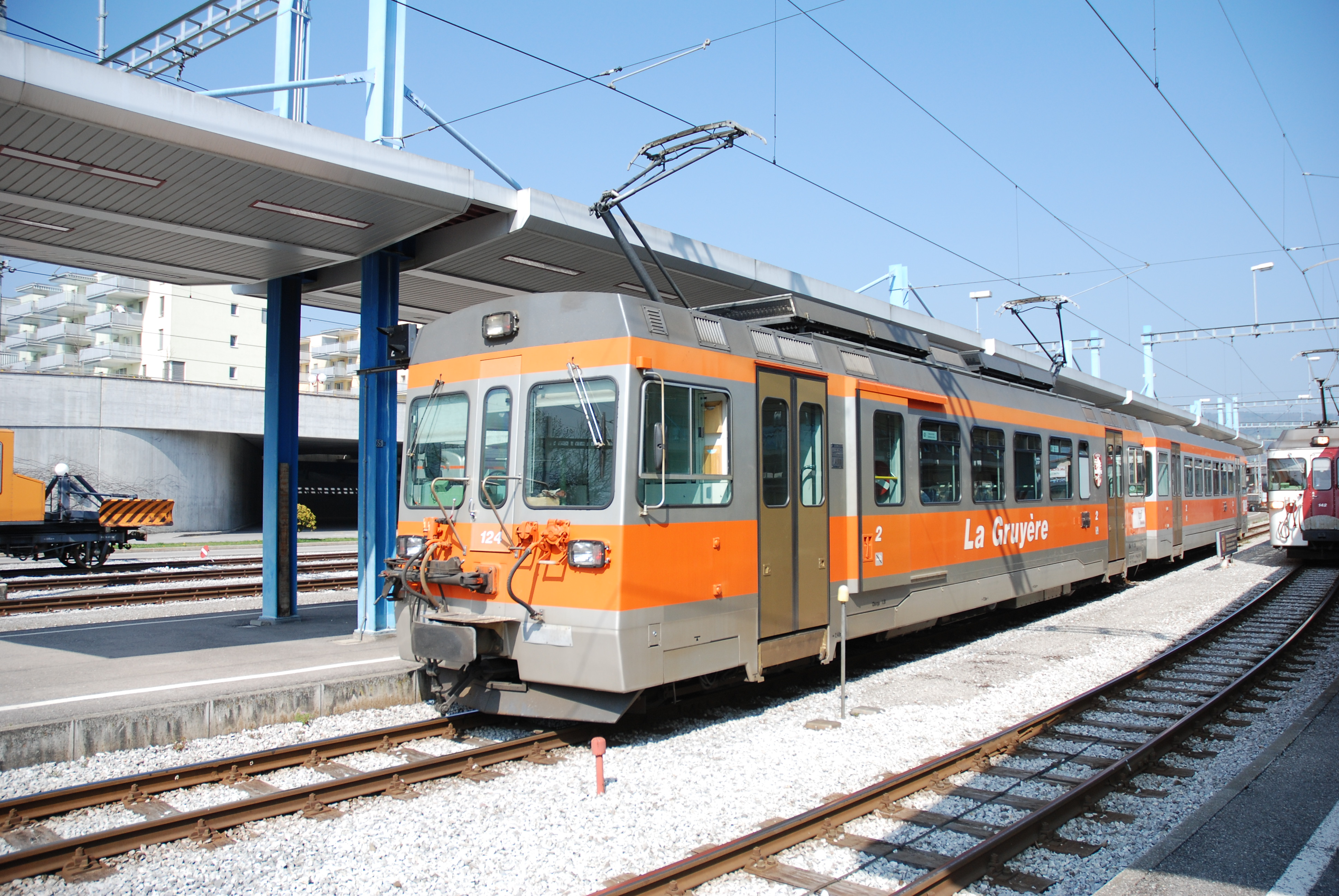
BDe 4/4 124 «Vuadens» im Anstrich der GFM in Bulle

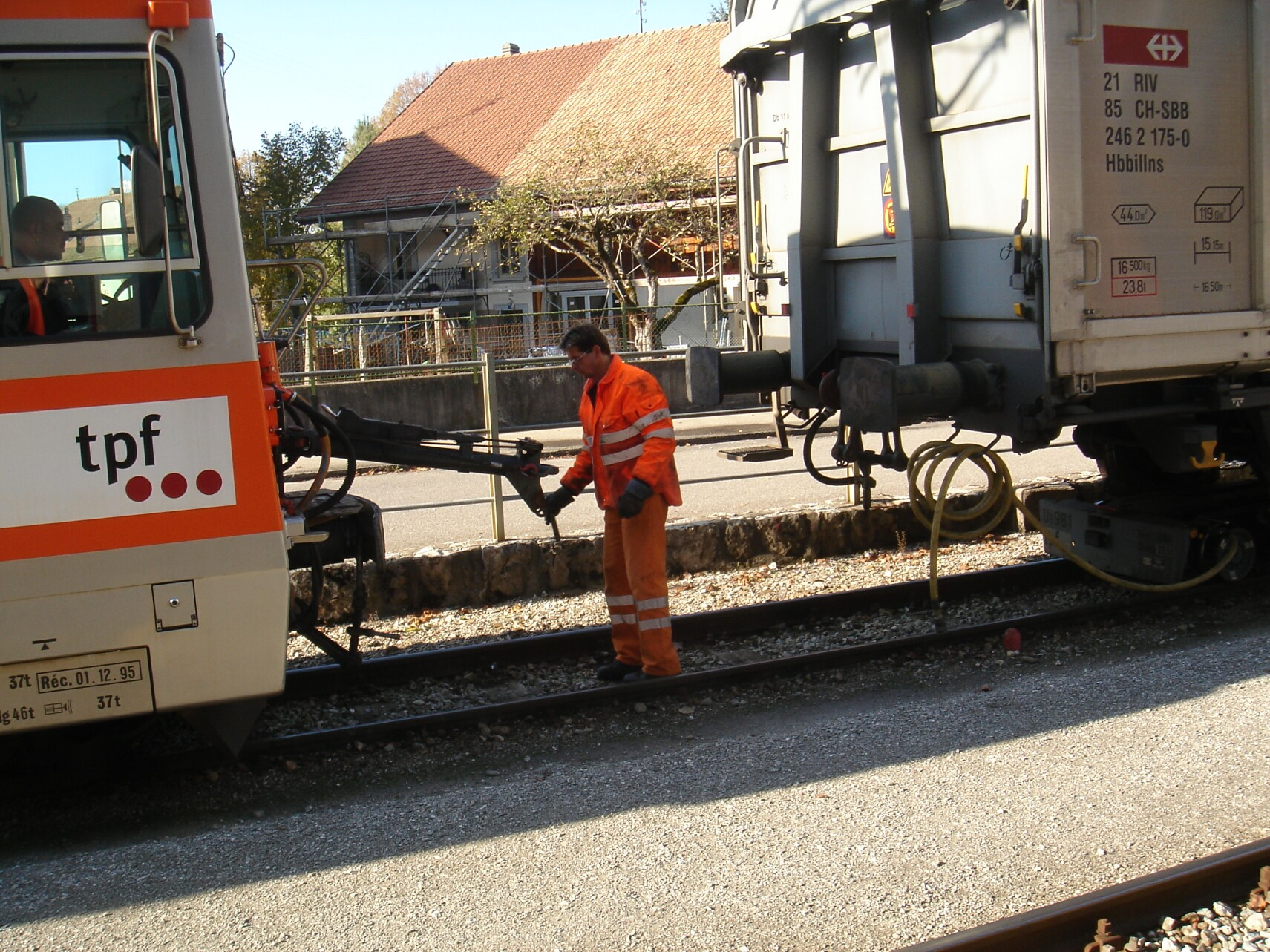
Der TPF BDe 4/4 123 wird mit der fest angebrachten Kuppelstange in Broc-Fabrique mit einem SBB-Güterwagen auf Rollböcken gekuppelt

Bei der LEB kamen 1991 drei weitere Be 4/8 mit den Nummern 34 bis 36 in Betrieb, um ältere Pendelzüge abzulösen und die Kapazität zu erhöhen. Der ebenfalls 1991 nachbeschaffte BDe 4/4 211 der NStCM war wegen der Verkehrszunahme erforderlich. Diese vier Triebwagen erhielten auf Anregung des Bundesamts für Verkehr (BAV) ein Gepäckabteil und haben dementsprechend acht Sitzplätze weniger. Die NStCM benötigte den Gepäckraum vor allem für die Postbeförderung. Im Übrigen wurden die Fahrzeuge der ersten Generation mit Ausnahme einiger nicht mehr erhältlicher Komponenten unverändert nachgebaut.

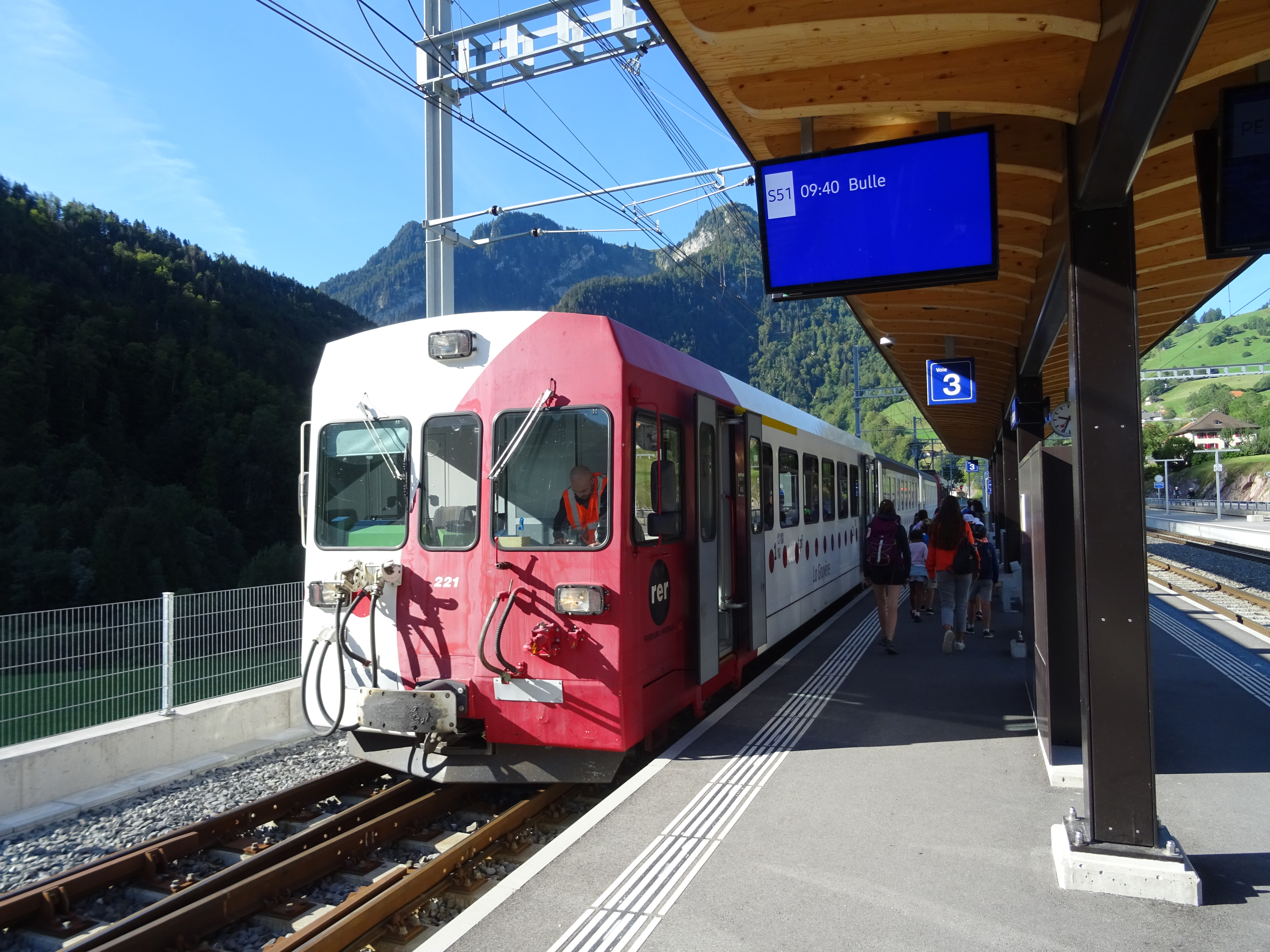
Bt 221 in TPF-Lackierung als S51 des RER Fribourg in Montbovon

Die 1992 an die Chemins de fer fribourgeois Gruyère–Fribourg–Morat (GFM) gelieferten BDe 4/4 hatten zusätzliche Anforderungen zu erfüllen, da sie im Rollbock-Verkehr eingesetzt wurden. Um die Adhäsion bestmöglich auszunutzen, erhielten sie einen von den ABe 4/4III der Rhätischen Bahn (RhB) abgeleiteten Drehstromantrieb mit Umrichtern. Die Stirnwände sind zusätzlich zum Mittelpuffer mit einer Schraubenkupplung (Zp1) mit Seitenpuffern und einer UIC-Schraubenkupplung ausgestattet und das Untergestell wurde verstärkt. Weil damit das notwendige Adhäsionsgewicht noch nicht erreicht war, wurde das Untergestell mit kräftigeren Blechen gebaut. Die Triebwagen und die drei zugehörigen Steuerwagen erhielten Druckluftbremsen. Da die Schmalspurwagen der Freiburger Bahnen mit Vakuum gebremst werden, war zusätzlich der Einbau einer Vakuumpumpe und der zugehörigen Leitungen notwendig. Ausserdem erhielten die Triebwagen eine direkt wirkende Rangierbremse. Mit dem Drehstromantrieb kam auch eine Elektronik neuester Generation zum Einsatz. Dadurch wurden auf dem Führertisch viele grosse Schalter durch kleine Taster abgelöst. Der Führerstand wurde komplett neu gestaltet und befindet sich wie bei den anderen Triebfahrzeugen der GFM auf der rechten Seite. Die BDe 4/4 erhielten Gepäcktore, die einen direkten Zugang auf den Wagenboden erlauben. In den Steuerwagen steht den Reisenden eine Toilette zur Verfügung. 
Ein drittes Nachbaufahrzeug Be 4/4 8 kam 1996 bei den CMN in Betrieb. Um den Preis zu reduzieren, wurden für den Bau viele Ersatzteile der beiden ersten Triebwagen verwendet. Mit den Fusionen kamen die Fahrzeuge der CMN 1999 in den Bestand der Transports Régionaux Neuchâtelois (TRN) und 2012 zu den Transports Publics Neuchâtelois (transN).
1996 erhielten die GFM von Vevey Technologies, der Nachfolgerin der ACMV, zwei weitere Be 4/4, um die aus dem Jahr 1943 stammenden Be 4/4 131 und 132 zu ersetzen. 2012 bis 2016 entfernten die Freiburgischen Verkehrsbetriebe (TPF), zu denen die GFM seit dem Jahr 2000 gehören, das Gepäckabteil und die Triebwagen erhielten die Bezeichnung Be 4/4.

## Anstrich und Namen
| LEB | LEB                                   | LEB             |
| Nr. | Anstrich/Werbung                      | Name und Wappen |
| --- | ------------------------------------- | --------------- |
| 31  | weiss-grün , vorher Lausanne FM       | Lausanne        |
| 32  | weiss-grün                            | Echallens       |
| 33  | Lausanne FM                           | Bercher         |
| 34  | weiss-grün, vorher Raiffeisen         | Prilly          |
| 35  | weiss-grün                            | Romanel         |
| 36  | Lausanne Cité ,vorher Romande Energie | Cheseaux        |

| TPC                                                                    | TPC              | TPC             |
| Nummer                                                                 | Anstrich         | Name und Wappen |
| ---------------------------------------------------------------------- | ---------------- | --------------- |
| 401–404                                                                | TPC-grün         | –               |
| 501                                                                    | TPC-grün         | (Vaud)          |
| 502                                                                    | rot/weiss (AOMC) | Valais          |
| 503                                                                    | rot/weiss (AOMC) | Europe          |
| Wappen in Klammern wurden bei der Neulackierung nicht mehr angebracht. |                  |                 |

| transN | transN              |
| Nr.    | Name und Wappen     |
| ------ | ------------------- |
| 6      | La Chaux-de-Fonds   |
| 7      | Les Ponts-de-Martel |
| 8      | La Sagne            |

| TPF | TPF              |
| Nr. | Name und Wappen  |
| --- | ---------------- |
| 121 | Remaufens        |
| 122 | La Tour-de-Trême |
| 123 | Broc             |
| 124 | Vuadens          |